# Quetzal Editores
A Quetzal Editores é uma editora portuguesa fundada em 1987, por Francisco Faria Paulino, Maria Carlos Loureiro, Maria da Piedade Ferreira e Rogério Petinga. 
Em 2008 a Quetzal passou a ser dirigida por Francisco José Viegas. Entre os seus autores, além dos portugueses José Luís Peixoto, José Eduardo Agualusa, J. Rentes de Carvalho, Vasco Graça Moura, José Riço Direitinho ou Manuel Jorge Marmelo, contam-se também os nomes de Mario Vargas Llosa, Roberto Bolaño, Bruce Chatwin, Claudio Magris, Christopher Isherwood, Paul Bowles, Susan Sontag, Jorge Luis Borges, David Foster Wallace, V.S. Naipaul, W. G. Sebald, Ismail Kadare, Raymond Carver, Richard Yates, Julian Barnes, Saul Bellow, Martin Amis, Kingsley Amis ou Paul Theroux, entre outros. 